# Via Isola delle Stinche
Via dell'Isola delle Stinche, comunemente detta via Isola delle Stinche, è una strada del centro storico di Firenze, situata tra via delle Burella e via Ghibellina. Lungo il tracciato è interrotta dalla piazza di San Simone, dove convergono via della Vigna Vecchia e via dei Lavatoi.

## Storia

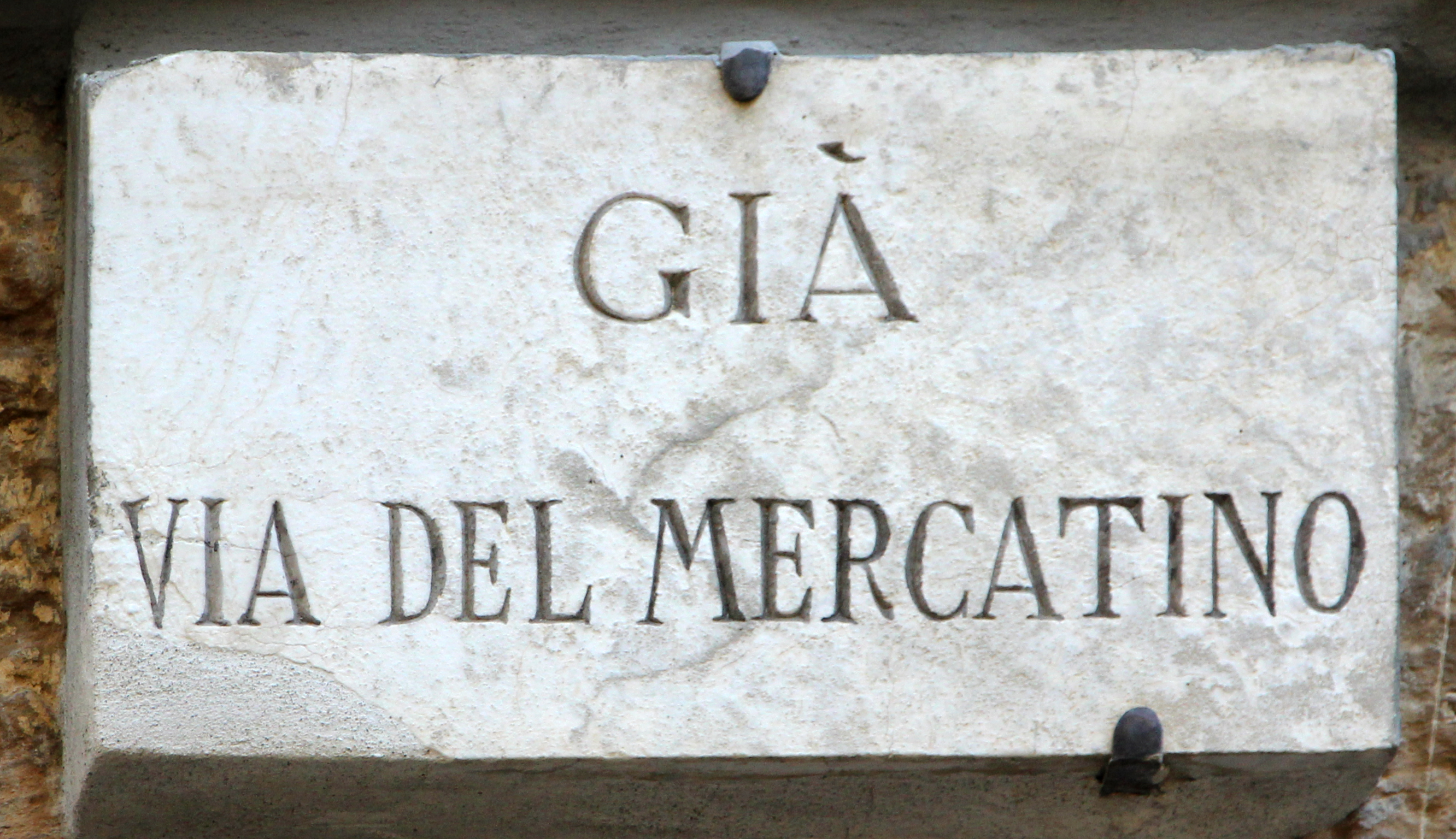
Già via del Mercatino

La denominazione è antica e ricorda come l'isolato oggi occupato dal teatro Verdi sia stato a lungo segnato dalla presenza, tra il 1296 il 1833, dell'edificio destinato a carceri cittadine, dette Stinche per il fatto di aver ospitato nei primi tempi abitanti e difensori di un castello dei Cavalcanti nell'alta Val di Pesa, chiamato appunto Le Stinche, espugnato dalle milizie fiorentine nel 1304.
Il termine "isola" era poi in questo caso rafforzato dall'essere la fabbrica delle carceri cinta di muri circondati da fossi alimentati da quello, principale, che scorreva lungo la vecchia cerchia di mura dove ora è tracciata via Giuseppe Verdi.
La pianta di Firenze delineata da Ferdinando Ruggieri nel 1731 indica come in quel tempo la denominazione (Isola delle Stinche) fosse riservata a solo due lati del quadrilatero, ovvero al breve tratto da piazza di San Simone all'attuale via Ghibellina, e all'altrettanto breve tracciato poi denominato via dei Lavatoi, da piazza di San Simone all'attuale via Verdi. Successivamente la strada fu unita nella sua titolazione a "via del Mercatino" (Mercatino di San Pietro), nome che già al tempo del Ruggieri individuava il primo tratto dell'attuale borgo degli Albizi, la piazza di San Pier Maggiore e via Matteo Palmieri, e che trovava ragione dalla presenza di un mercato, di cui restano anche alcune lapidi alle cantonate di confine sulle strade interessate. Lo stesso stradario storico e amministrativo del 1913 registra ugualmente solo la voce "canto delle Stinche", individuandolo con l'angolo tra via Ghibellina e l'allora via del Mercatino.
L'attuale denominazione, per quanto antica, fu quindi recuperata solo con delibera del Commissario Prefettizio del 27 dicembre 1913, da piazza di San Simone a via Ghibellina, quindi successivamente estesa all'odierno tratto.

## Descrizione
Attualmente la strada, con carreggiata a lastrico, è da considerarsi arteria secondaria, per quanto la presenza di alcuni esercizi commerciali storici vivacizzino l'area della piazza di San Simone. Tra questi la storica gelateria Vivoli.

### Edifici
| Immagine | N°              | Nome                        | Descrizione |
| -------- | --------------- | --------------------------- | --- |
|          | 1r              | Casa della Badia Fiorentina | L'edificio si imposta sull'angolo tra la strada e la piazzetta di San Simone: di quattro piani per tre assi dal lato di via delle Burella non mostra elementi architettonici d'interesse per l'estrema semplicità dell'insieme. Tuttavia si segnala per la presenza dal lato dell'unico asse di via dell'Isola delle Stinche di un piccolo scudo con le insegne della chiesa della Badia Fiorentina (di rosso a tre pali d'argento), a documentare una proprietà - a un certo momento della storia dell'edificio - da parte del monastero, ovvero, vista la sua localizzazione, da parte della chiesa dei Santi Simone e Giuda, fondata dai monaci della Badia e da questa dipendente. |
|          | 2               | Casa Ricasoli               | In origine fu della famiglia Ricasoli, che in questa zona possedette numerose case con botteghe e tintorie, poi dei Sacconi del Drago. A questi ultimi sono riferibili le armi sugli scudi che ricorrono sia sul fianco che guarda alla piazza, sia sulla cantonata di via Torta, quest'ultimo abraso e leggibile solo facendo riferimento al primo. Sul portone, invece, è l'arme della famiglia Becattini del Lion nero di Santa Croce. Si notino, verso via Torta, in basso, le poche bozze che ricordano l'antica fondazione e una finestrella per il vino. |
|          | 3               | Palazzo Lottini             | L'edificio si imposta sull'angolo di via della Vigna Vecchia e presenta un disegno d'insieme che riconduce la costruzione al tardo Quattrocento o agli inizi del Cinquecento, seppure con aggiunte e modifiche successive. Sulla cantonata è uno scudo, impreziosito da nastri svolazzanti, oramai abraso e illeggibile, che la letteratura segnala come riconducibile alla famiglia Lottini. Sulla facciata principale, che guarda alla piazza di San Simone, una lapide ricorda come qui lo scultore Giovanni Duprè modellasse il suo Abele morente. Sempre in questa casa, tra il 1931 e il 1932, abitò lo scrittore Fernando Agnoletti. |
|          | 11r-13r-15r-17r | Palazzo da Cintoia          | L'edificio, che si impone tra i più interessanti esempi di palazzo medievale tra quelli conservati a Firenze, fu già della nobile famiglia dei da Cintoia. Nel 1434 passò a Roberto di Marco Salviati e, sulla fine del secolo, venne venduto ai Bentivoglio di Bologna, esuli a Firenze. Nel 1511 Jacopo di Giovanni Salviati ricomprò l'edificio per 600 fiorini d'oro dal procuratore dei Bentivoglio. Nella seconda metà del Settecento il palazzo venne poi allivellato a Pier Maria Serrati che più tardi lo acquistò. Delle varie proprietà serbano memoria i vari scudi sui fronti: con l'arme dei da Cintoia sulla parte di via della Vigna Vecchia (oggi illeggibile), dei Salviati su via Isola delle Stinche, sulla cantonata quello dei Bentivoglio, arricchito da nastri svolazzanti e cappello cardinalizio. Herbert Horne, nello scegliere la dimora della sua collezione fiorentina, fu incerto se comprare il palazzo da Cintoia, invece del Palazzo degli Alberti in via de' Benci. Nell'insieme l'edificio mantiene i caratteri propri delle nobili architetture civili fiorentine del Trecento con, sul fianco di via dell'Isola delle Stinche, l'aggetto sulle mensole e i tipici sporti per le botteghe, attualmente occupati da un ristorante. Tutti i fronti sono caratterizzati da pietre a vista, con bozze squadrate regolari fino al primo ricorso, e filaretto ai piani superiori. |
|          | 16r-18r-20-22r  | Teatro Verdi                | Qui si trovava il Carcere delle Stinche, risalente al Trecento e demolito nell'Ottocento per far posto al grande teatro odierno, che all'inizio si chiamava Teatro Pagliano (da Girolamo Pagliano, un ex-baritono promotore del progetto) e che fu dedicato a Giuseppe Verdi solo nel 1901. Fra i più grandi teatri d'Italia dell'epoca, con cinque ordini di palchi, fu inaugurato nel 1854 e da allora non ha mai interrotto la sua attività, prima essenzialmente come teatro lirico (qui fu rappresentata la prima del Rigoletto quando ancora si intitolava Il Viscardello), poi gradualmente ampliando il raggio di rappresentazioni, dall'operetta alla musica leggera e jazz (dal dopoguerra), dal teatro leggero e la rivista fino alla musica sinfonica del Maggio Musicale Fiorentino e al balletto. Dal 1998 è gestito dalla Fondazione Orchestra regionale toscana. Su questo lato, il posteriore, si trova l'ingresso artisti. |

### Lapidi
Sulla facciata di palazzo Lottini si legge la dedica allo scultore Giovanni Dupré, che qui abitò in gioventù (mentre mori in una casa sulla Costa San Giorgio):
| FU QUI L'UMILE STANZA OVE L'OSCURO INTAGLIATORE GIOVANNI DUPRÉ CON LA INDOMITA FORZA DEL VOLERE VINCENDO LE AVVERSITÀ DELLA INDIGENZA SOVVENUTO DI SCARSO IMPLORATO SUSSIDIO POTÉ COMPIERE NELLA CRETA IL SUO PRIMO CAPOLAVORO L'ABELE MORENTE RIVELANDOSI GIÀ DEGNO DI UN NOME CHE DURERÀ QUANTO IL MONDO LONTANO |

Sulla casa Ricasoli si legge inoltre alla base dello stemma Becattini: «DE / RAFAELO / BECATINI».

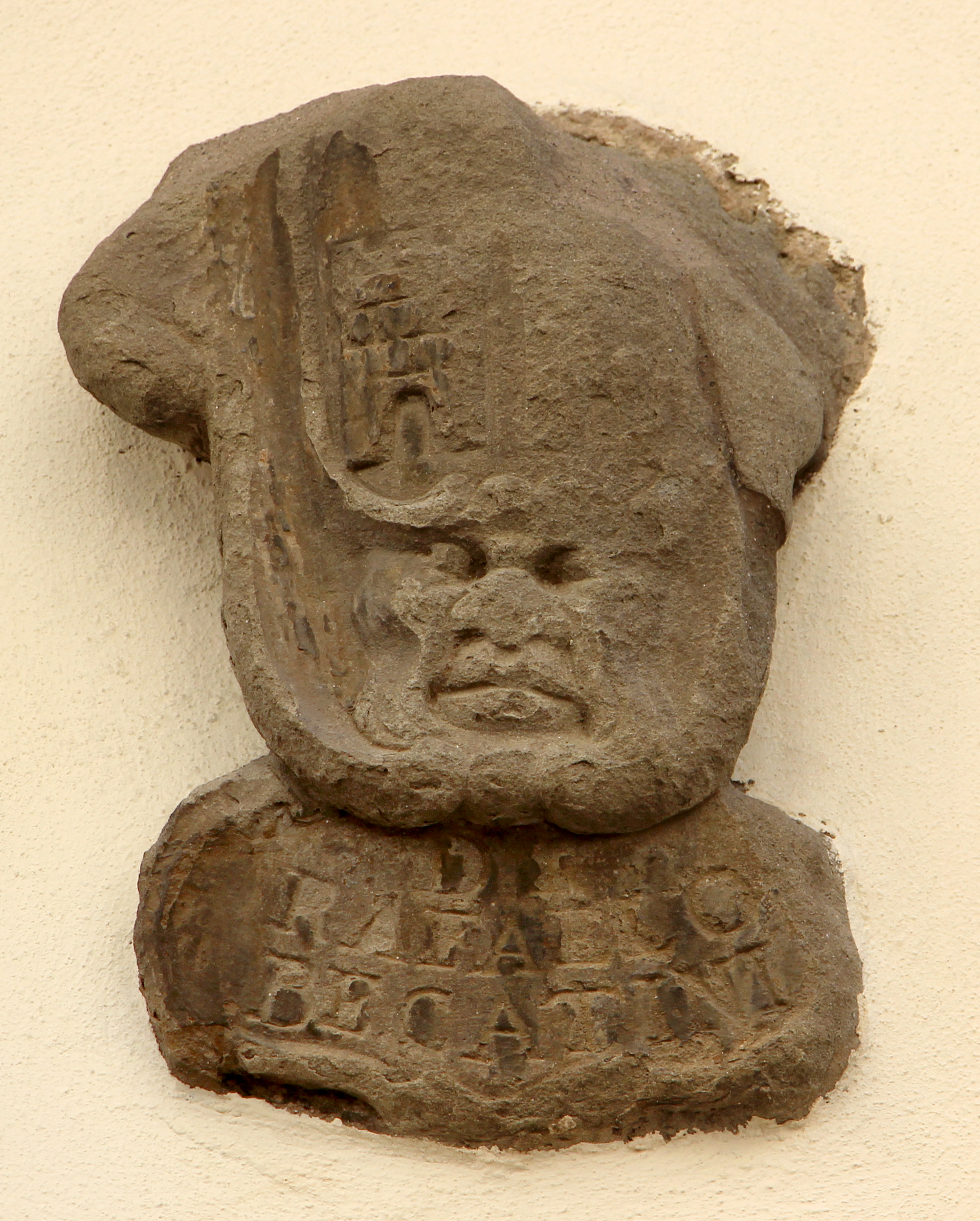
Stemma Becattini

### Tabernacoli

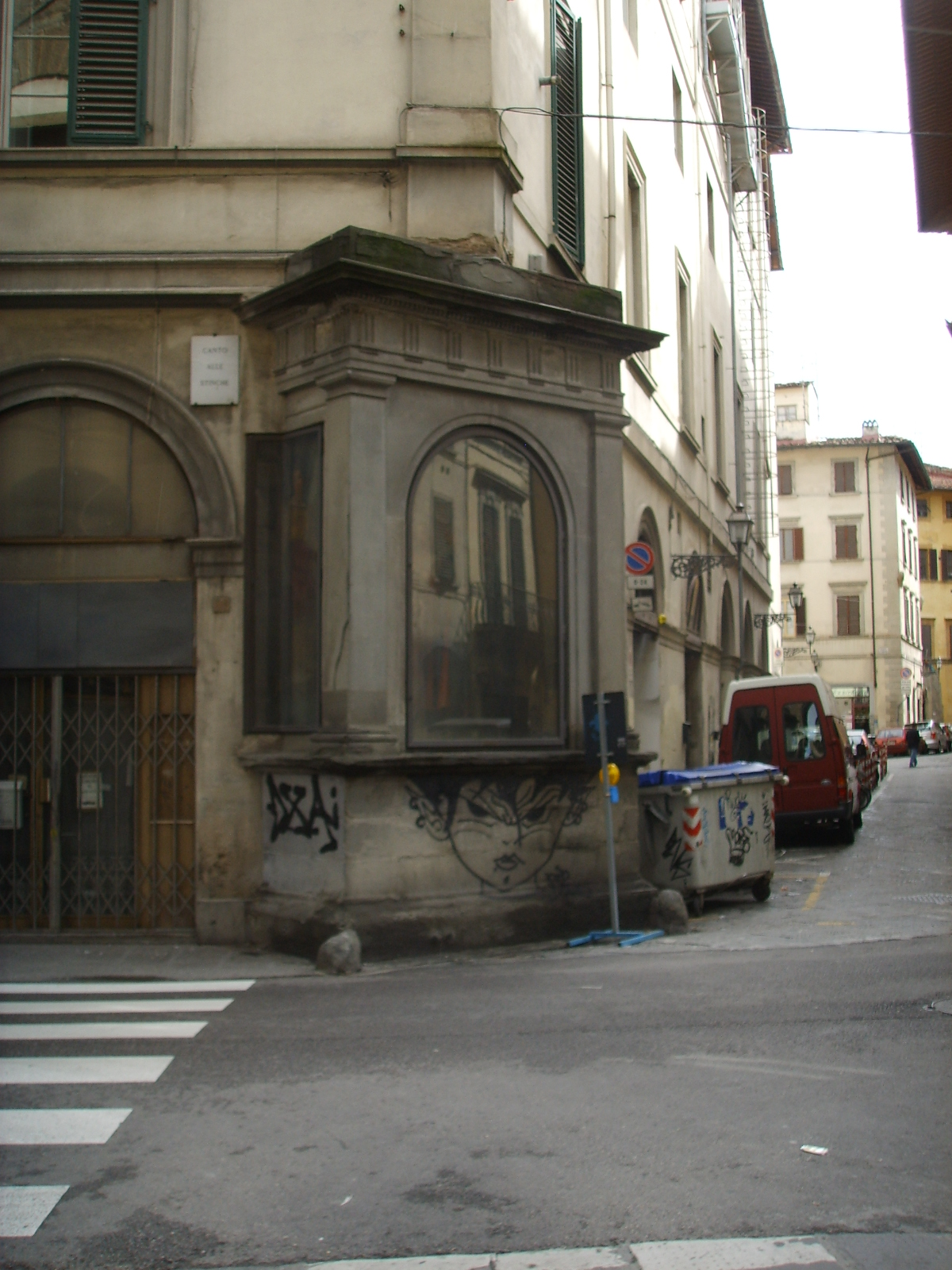
Il Tabernacolo delle Stinche

All'angolo con via Ghibellina si trova il grande Tabernacolo delle Stinche, dipinto da Giovanni da San Giovanni (1616 circa) e dedicato ai carcerati delle Stinche. Vi è raffigurato il senatore Girolamo Novelli, membro della Compagnia di San Bonaventura dei Carcerati, che alla presenza di Gesù Cristo e di due magistrati paga il riscatto per un carcerato. L'edicola fu risistemata nell'Ottocento dall'architetto Luigi Cambray-Digny.

### Fontana

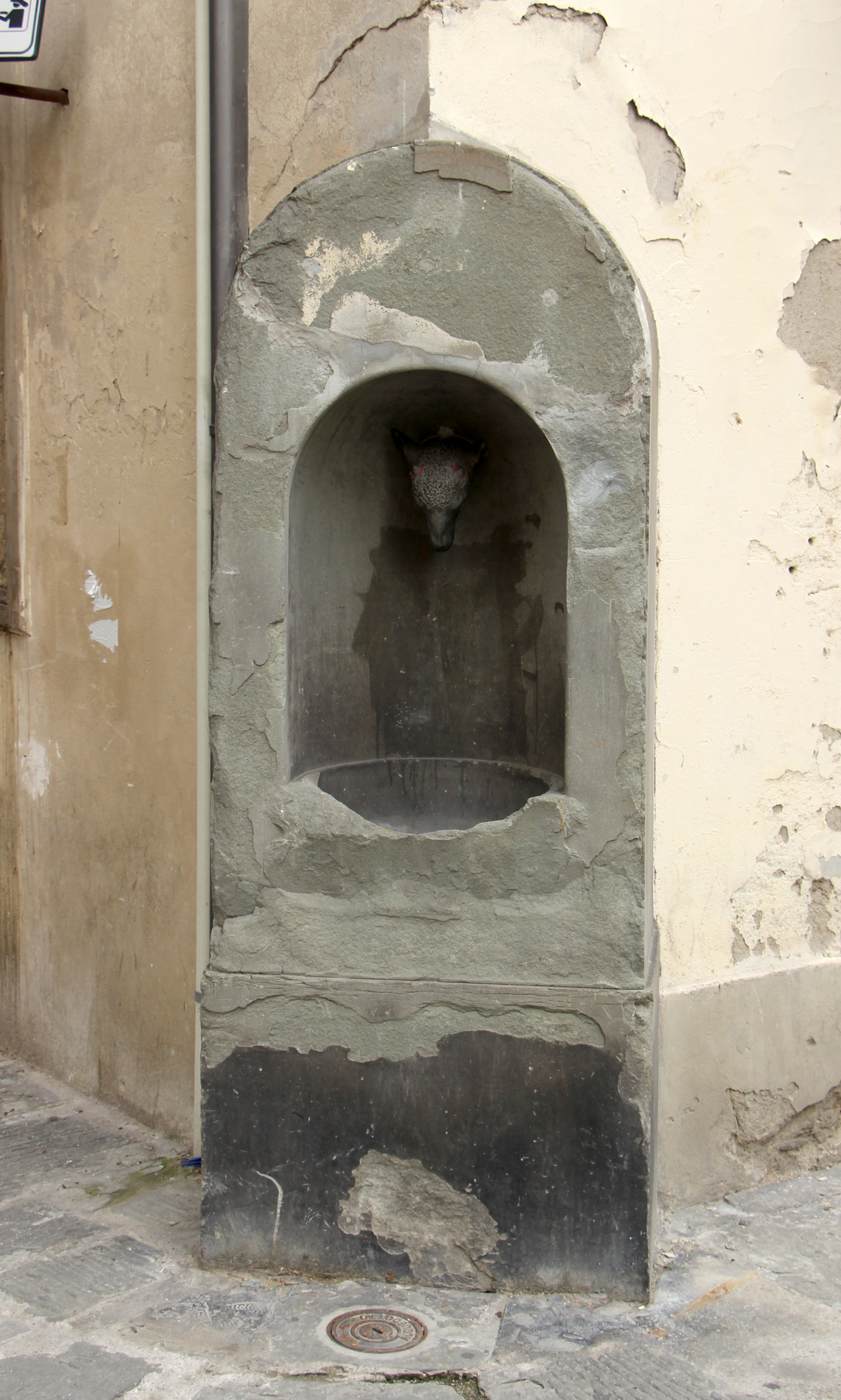
Fontana dell'Agnellino

Sulla canotanata del teatro Verdi con via dei Lavatoi venne costruita nell'Ottocento una piccola fontana pubblica che doveva fare da sbocco dell'antica fonte che alimentava i lavatoi, opportunamente ridimensionata dal punto di vista della portata idrica. La fontana che si vede oggi, detta fontana dell'Agnellino, risale agli anni 1950, sistemata su iniziativa del benemerito Comitato per l'estetica cittadina. È composta da un'edicola in pietra serena con una piccola vasca, nella quale gettava acqua una testina bronzea di agnellino, piegata verso il basso, opera di Averardo Tosetti. La scelta del soggetto dovette probabilmente echeggiare lo stemma dell'Arte della Lana proprietaria dei lavatoi, essendo un bianco Agnus Dei.

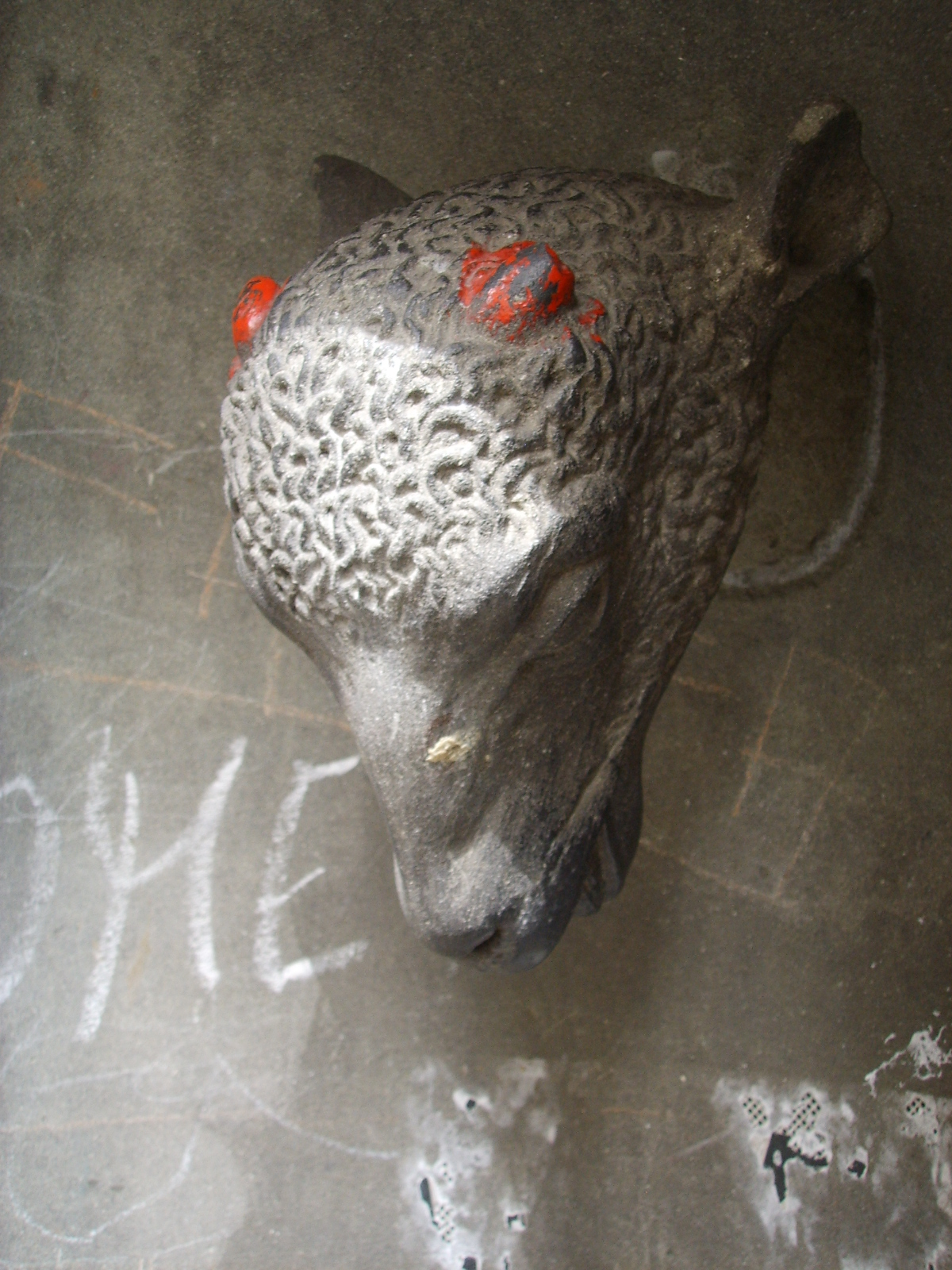
La testa dell'agnello